# Comuna Uleanivka, Mîkolaiiv
Uleanivka (în ucraineană Улянівка) este o comună în raionul Mîkolaiiv, regiunea Mîkolaiiv, Ucraina, formată din satele Cervone Pole și Mîhailivka (reședința).

## Demografie
Componența lingvistică a comunei Uleanivka
     Ucraineană (93,43%)
     Rusă (5,88%)
     Alte limbi (0,47%)
Conform recensământului din 2001, majoritatea populației comunei Uleanivka era vorbitoare de ucraineană (93,43%), existând în minoritate și vorbitori de rusă (5,88%).